# Sveti Danijel, Dravograd
Sveti Danijel, pogosto zapisano okrajšano kot Sv. Danijel, je naselje v Občini Dravograd.